# Penetrerend hoofdletsel
Penetrerend hoofdletsel, ook wel open hoofdletsel, is een vorm van hersenletsel waarbij het harde hersenvlies wordt doorboord. Het ontstaat doordat een voorwerp door de schedel boort, of ervoor zorgt dat botfragmenten van de schedel door de hersenvliezen heen gaan. Dit soort verwondingen zijn spoedeisend en kunnen tot permanente schade of zelfs de dood leiden.
Men spreekt van penetrerend hoofdletsel wanneer een voorwerp de schedel op één plek doorboort, maar het cranium niet verlaat. Wanneer een voorwerp door de schedel breekt en het hoofd vervolgens verlaat (zoals bijvoorbeeld een kogel), spreekt men van perforerend hoofdletsel.
Open hoofdletsel is een vorm van traumatisch hersenletsel en lijkt sterk op gesloten hoofdletsel (zoals een hersenschudding of hersenbloeding). Eén verschil is dat de kans op infectie bij open hoofdletsel groter is dan bij gesloten hoofdletsel. Net als bij gesloten hoofdletsel, neemt de intracraniële druk vaak toe door zwelling of bloeding, waardoor het gevoelige hersenweefsel verdrukt kan worden. Open hoofdletsel is vaak meer focaal (op één plek gelokaliseerd), in tegenstelling tot gesloten hoofdletsel, dat vaak meer diffuus (verspreid over het hele brein) is.